# 朝岡興禎
朝岡 興禎（あさおか おきさだ/こうてい）は江戸時代後期の旗本、画家、美術史家。狩野派（江戸狩野）の一族で木挽町狩野家出身。江戸幕府小納戸、絵番掛。『古画備考』の著者として知られる。

## 生涯

### 生い立ち

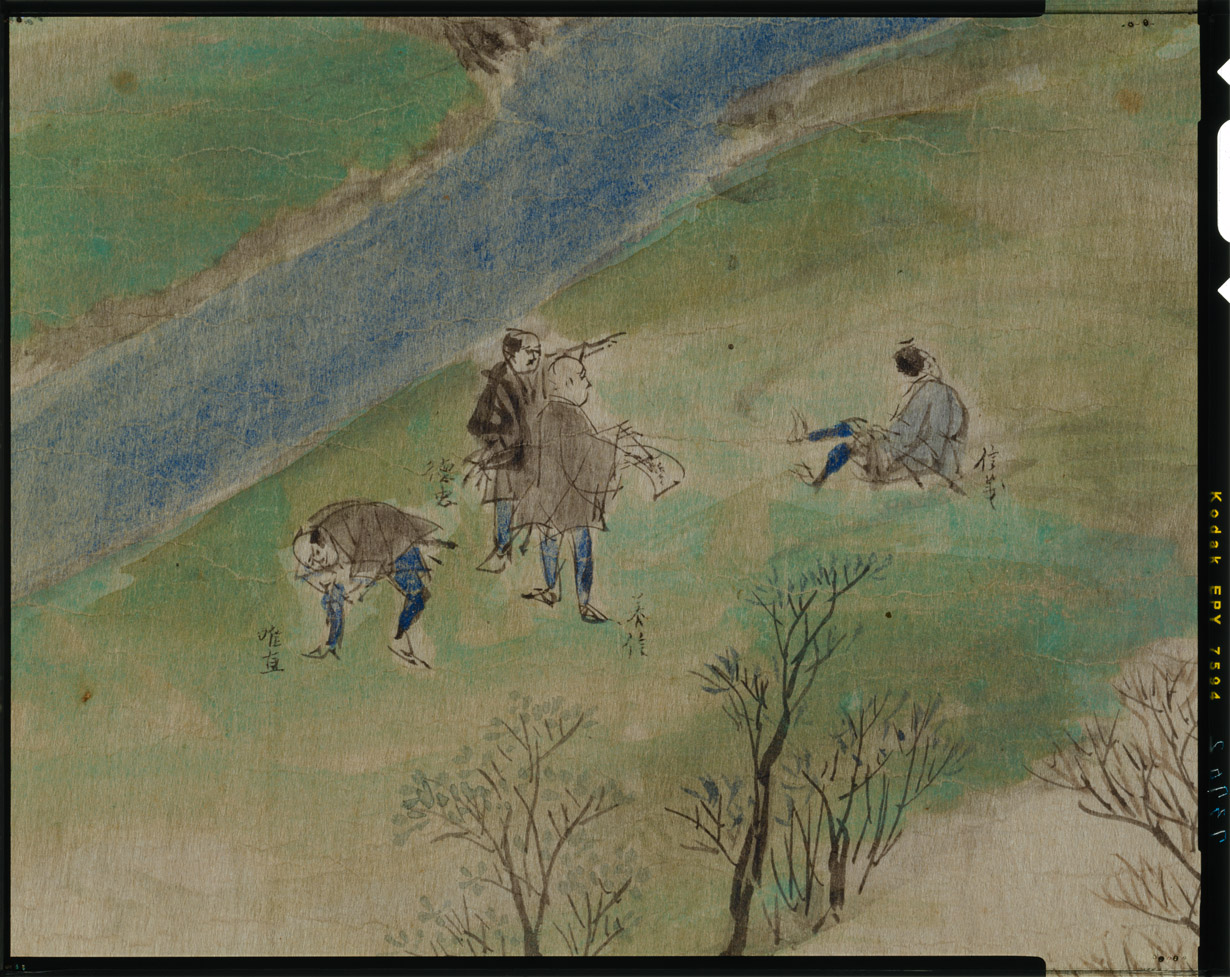
狩野養信『江戸名所真景図』「谷新田地取図」 右端の人物が「信義」

寛政12年（1800年）江戸木挽町屋敷（中央区銀座五丁目15番9号、時事通信ビル南西角）に狩野栄信の次男として生まれた。幼名は三之助で、後に三十郎と称した。初名は信義。
文政2年（1819年）9月兄狩野養信・父栄信と多摩川の地形調査を行い、「江戸名所真景」を制作した。文政2年（1819年）12月24日旗本朝岡興邦の養子となり、文政3年（1820年）9月1日幕府の公認を受け、三次郎興禎と名乗った。

### 家斉出仕
天保元年（1830年）改元翌日の12月11日に小納戸、16日布衣を命じられ、三次郎と改称し、徳川家斉の身辺雑務に従事した。天保2年（1831年）9月4日絵番となった。天保4年（1833年）頃二の丸松平斉善住居表居間北入側下方杉戸表に松竹梅、裏に亀に乗った福禄寿を描いた。
天保4年（1833年）3月28日養父興邦が死去し、6月3日家督を継ぎ、武蔵国都筑郡内550石を相続した。天保5年（1834年）2月10日木挽町の屋敷が類焼し、13日表六番丁通（千代田区三番町18,19番地）に転居した。
天保8年（1837年）4月2日家斉が家慶に将軍職を譲って西の丸に隠居すると、これに従い異動した。天保9年（1838年）11月29日表六番丁通の屋敷を小林甚五左衛門に売却し、小林鎌三郎から裏六番町通の屋敷（四番町5番地6と4の間、日本テレビ四番町ビル1号館東隣）を購入した。
天保10年（1839年）1月本丸能舞台奥表の小地取を制作した。天保11年（1840年）3月家斉が生けた白桃と紅牡丹を写生したが、桃は形が悪く、牡丹は色付けがないとして兄養信が描き直した。7月西の丸楓の間用の松竹梅三幅対を制作し、8月家斉描きかけの「牛久沼富士図」を下絵に認めた。

### 家慶出仕

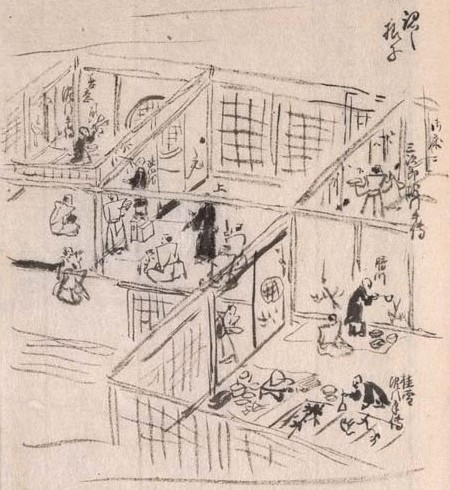
狩野養信『公用日記』天保12年10月14日条 御小座敷御上の間での作業の様子。右上端に「三次郎泥引手伝」

天保12年（1841年）1月30日家斉が死去すると、3月23日本丸小納戸に復帰し、徳川家慶に近侍した。7月10日新座敷上段小襖の制作を命じられ、10月江戸城大奥小座敷の泥引を手伝い、絵具・猪口を賜った。
天保14年（1843年）4月兄と家慶の日光社参に随行した。天保15年（1844年）5月10日本丸が焼失し、再建に当たり、雁の間小襖に「朝鮮持渡鷹」「波に千鳥」を制作した。弘化3年（1846年）2月甥泰善と別の朝岡家との養子縁組を仲介した。
嘉永5年（1851年）8月14日退勤して寄合に入った。嘉永6年(1853年）3月27日退職して隠居料300俵を賜り、29日剃髪して三楽と号した。
安政3年（1856年）、4月27日『古画備考』を実家の甥狩野雅信に託して死去し、四谷全勝寺に葬られた。仏号は白峰院幽水三楽居士。墓は明治には荒廃し、下高井戸龍泉寺墓地に合併されたともいうが、現在いずれの寺にも確認できない。

## 主な作品
| 作品名             | 技法     | 形状・員数 | 寸法（縦x横cm）   | 所蔵                                     | 年代                       | 備考 |
| ------------------ | -------- | ---------- | ----------------- | ---------------------------------------- | -------------------------- | --- |
| 春秋田園風俗図屏風 | 紙本着色 | 六曲一双   | 各隻156.2 x 350.5 | 東金市長管理、城西国際大学水田美術館保管 | 若年                       | 曽祖父狩野典信筆「春秋景物図屏風」（霊鑑寺所蔵）の図様を転用する。興禎が家庭教師を務めた大名家、東金の豪商川嶋家を経て、2000年（平成12年）5月東金市に寄贈された。2008年（平成20年）3月31日市指定文化財。 |
| 江戸名所真景       | 紙本淡彩 |            | 26.1 x 36.7       | 東京国立博物館                           | 文政2年（1819年）          | 9月11日兄養信・父栄信と多摩川の地形を調査した際の図。 |
| 高野大師行状絵詞   | 紙本墨画 | 一巻       | 40.5x1,530.03     | 東京国立博物館                           | 天保9年（1838年）8月下旬   | 王子金輪寺所蔵「弘法大師行状絵詞」の模写。甥次郎三郎との共作。 |
| 梅月図（月梅図）   | 紙本墨画 | 一枚       | 133.9x56.7        | 東京国立博物館                           | 天保6年（1835年）夏        | 陸復原画。『増訂 古画備考』口絵。 |
| 物売図             | 紙本淡彩 | 一幅       | 26.1 x 36.7       | 東京藝術大学大学美術館                   | 文政11年（1828年）6月1日   | 風車等の玩具の物売りを描く。 |
| 岩鷹図             | 絹本着色 |            | 44.8 x 64.8       | 個人                                     | 嘉永元年（1848年）11月14日 | 公家のために描いた席画。 |

東京国立博物館資料館には修行時代の模写作品が数多く所蔵される。

## 著書
- 『古画備考』
- 『長崎画系』 - 『日本画論大観』中巻収録。

## 人物

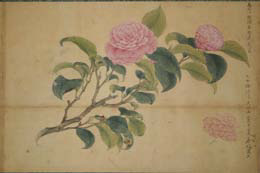
中山養福画『魚草木写生図巻』「乙女椿折枝図」 徳島市立徳島城博物館蔵

幼くして木挽町狩野家一門の絵師集団の中で英才教育を受けたが、兄狩野養信と比べて自身の才能に限界を感じ、兄の補佐や鑑定の仕事に向かった。読書を好み、臨模を得意とし、人から絵の鑑定を頼まれると、必ずその絵と落款を影写・保管した。寡黙で人との会話を好まず、大酒を飲んだ。
番町の自邸には画材のため乙女椿を植え、天保5年（1834年）3月13日来訪した中山養福が写生図を残している。書画鑑定家檜山坦斎に師事し、前田夏蔭に歌道を学び、古藤芝山・成島筑山と交流があった。

## 家族
- 父：狩野栄信 - 木挽町狩野家第8代[37]。
- 母 - 淀藩士松尾多宮直常娘[37]。
- 兄：狩野養信 - 木挽町狩野家第9代[37]。
- 姉：三好長十郎妻[37]。
- 養父：朝岡興邦 - 書院番組頭。
- 子：朝岡重三郎 - 書院番津田組[18]。幕末時点で都筑郡恩田村（横浜市青葉区恩田町）186石、久保村（緑区三保町）248石、西八朔村（西八朔町）197石、成合村（成合町）51石の計682石を知行する[10]。
- 娘2人[9]